# Urna de Franks

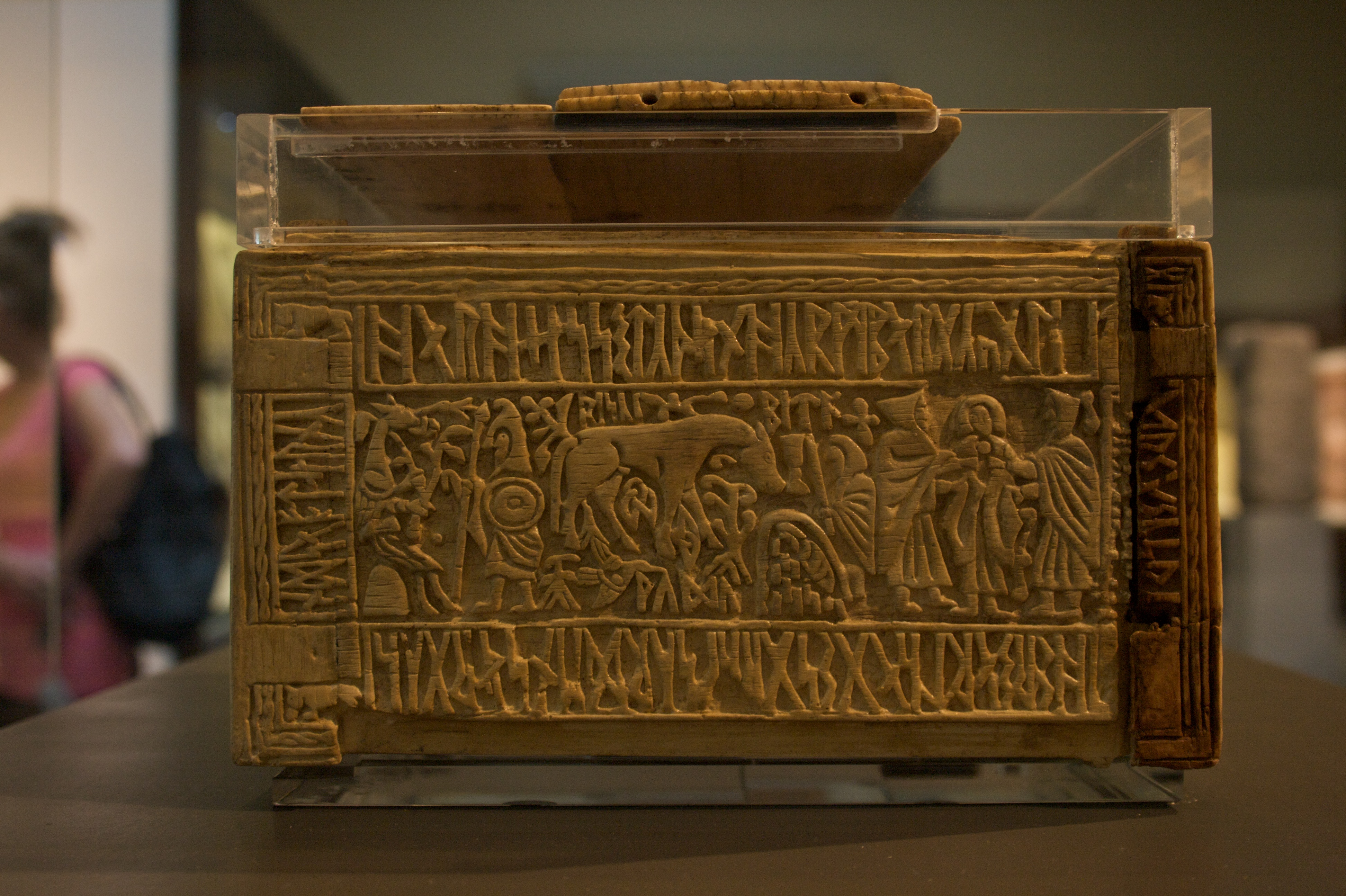
Urna de Franks exibida no Museu Britânico.

A Urna de Franks (em inglês Franks Casket) ou Urna de Auzon é um pequeno osso de baleia anglo-saxão (não "barbatana de baleia") no início do século VIII, agora encontrado no Museu Britânico que foi transformado em urna funerária. A urna é densamente decorada com cenas narrativas entalhadas com faca em baixo-relevo bidimensional plano e com inscrições principalmente em runas anglo-saxãs. Geralmente considerada de origem nortumbriana,  é de importância única pela compreensão que dá da arte e cultura anglo-saxônicas. Tanto identificar as imagens quanto interpretar as inscrições rúnicas gerou uma quantidade considerável de estudos acadêmicos. 
As imagens são muito diversas em seu assunto e derivações, e incluem uma única imagem cristã, a Adoração dos Magos, junto com imagens derivadas da história romana (Imperador Tito) e da mitologia romana (Rômulo e Remo), bem como uma representação de pelo menos uma lenda indígena para os povos germânicos: a de Wayland, o Ferreiro. Também foi sugerido que pode haver um episódio da lenda de Sigurd, um episódio perdido da vida do irmão de Wayland, Egil, uma lenda homérica envolvendo Aquiles, e talvez até uma alusão à lendária fundação da Inglaterra por Hengist e Horsa.
As inscrições "exibem um virtuosismo linguístico e alfabético deliberado; embora sejam em sua maioria escritas em inglês antigo e em runas, elas mudam para o latim e o alfabeto romano; depois voltam para as runas enquanto ainda escrevem latim".  Algumas são escritas de cabeça para baixo ou de trás para frente. 

## História
Uma origem monástica é geralmente aceita para a urna, que talvez tenha sido feita para apresentação a uma importante figura secular, e a fundação de Wilfrid em Ripon foi especificamente sugerida.  A história pós-medieval da urna antes de meados do século XIX foi desconhecida até há relativamente pouco tempo, quando investigações da W.H.J. Weale revelaram que a urna tinha pertencido à igreja de Saint-Julien, Brioude, na Haute Loire (região do Alto Loire), França; é possível que tenha sido saqueada durante a Revolução Francesa.  Foi então posse de uma família em Auzon, uma aldeia em Haute Loire. Serviu como uma caixa de costura até que as dobradiças de prata e os encaixes que uniam se painéis fossem trocados por um anel de prata. Sem o apoio destes, o caixão se desfizeram. As peças foram mostradas a um Professor Mathieu de Clermont-Ferrand, que as vendeu para uma loja de antiguidades em Paris, onde foram compradas em 1857 por Sir Augustus Wollaston Franks, que doou os painéis em 1867 para o Museu Britânico, onde ele era Guardião das Coleções Britânicas e Medievais. O painel do lado direito que faltava foi encontrado mais tarde em uma gaveta pela família em Auzon e vendido para o Museu Bargello, em Florença, onde foi identificado como parte do caixão em 1890. A exibição do Museu Britânico inclui um molde dessa parte que está em Florença. 